# Energetika
Energétika je gospodarska panoga, ki obsega pridobivanje, trgovanje, prenos, dobavo in uporabo vsake energije, razen tiste, ki jo človek zajema in uporablja v obliki hrane zase ali za druga živa bitja. V energetiko prav tako ne štejemo bioenergije in drugih pojmov iz mejnih področjih znanosti, kot je denimo parapsihologija.
Energetika je tudi interdisciplinarno področje, ki obsega energijske vire, energijske tehnologije in uporabe energije v gospodarstvu. Poleg naravoslovnih in tehničnih vprašanj so v sodobni energetiki pomembna še družbena, gospodarska in okoljevarstvena vprašanja, povezana s tehnično uporabo energije.
Energetika zajema zlasti:
- industrijo fosilnih goriv, ki vključuje naftno industrijo (naftna podjetja, rafinerije nafte, transport goriva in prodajo končnim uporabnikom na bencinskih črpalkah), premogovništvo (črpanje in predelava) ter industrijo zemeljskega plina (pridobivanje zemeljskega plina in pridobivanje premogovnega plina ter distribucijo in prodajo);
- elektroenergetsko industrijo, vključno s proizvodnjo električne energije, distribucijo in prodajo električne energije;
- jedrsko energijo;
- industrijo obnovljivih virov energije, ki vključuje podjetja, osredotočena na alternativno energijo in trajnostno energijo, vključno s tistimi, ki se ukvarjajo s hidroelektrarnami, vetrno energijo in proizvodnjo sončne energije ter proizvodnjo, distribucijo in prodajo alternativnih goriv; in,
- tradicionalno energetsko industrijo (uporaba drv), katerih uporaba za kuhanje in ogrevanje je še posebej pogosta v revnejših državah.

Energetska politika ali energetska strategija je ena izmed materialnih politik države, podobno kot sta kmetijska in prometna politika. V nekaterih državah občasno sprejmejo skupni strateški dokument. V Sloveniji je z energetskim zakonom iz leta 1999 (EZ, večje spremembe v letu 2004) določeno, da Nacionalni energetski program kot dolgoročni strateški dokument pripravi vlada, sprejme pa državni zbor. Dejansko se energetska politika oblikuje z odločitvami različnih dejavnikov, tudi z odločitvami posameznikov.
V številnih jezikih, med drugim v angleščini, nimajo enotnega pojma za energetiko, zato glej za del obsega energetike ustrezne članke pri tudi Energija in razvoj.

## Energetsko gospodarstvo
S pojmom energetsko gospodarstvo zajemamo pridobitne ali javno-storitvene dejavnosti (gospodarske javne službe) s področja energetike. Statistična klasifikacija dejavnosti upošteva (Standardna klasifikacija dejavnosti, SKD ):
- Rudarstvo
  - CA-PRIDOBIVANJE ENERGETSKIH SUROVIN
- Predelovalne dejavnosti
  - DF-PROIZVODNJA KOKSA, NAFTNIH DERIVATOV, JEDRSKEGA GORIVA
- Oskrbovalne dejavnosti
  - E40-OSKRBA Z ELEKTRIČNO ENERGIJO, PLINOM, PARO IN TOPLO VODO
- Trgovina
  - G50.5-Trgovina na drobno z motornimi gorivi
  - G51.51-Trgovina na debelo s trdimi, tekočimi in plinastimi gorivi

Širše štejemo v energetiko tudi področja izdelave opreme za energetske procese, strokovne storitve in raziskave.
Uporaba energije je energetska dejavnost, upoštevamo pa predvsem tiste procese uporabe, pri katerih je delež energije v primerjavi z drugimi vložki razmeroma velik. Večine energetskih dejavnosti ne more opraviti posameznik, zato je energetika družbena dejavnost.
Delež energetike med vsemi dejavnostmi je v predindustrijskih družbah do 25 odstotkov, v klasičnih industrijskih družbah je (bil) od 10 do 20, v modernih, postindustrijskih družbah z večinoma dematerializirano proizvodnjo pa je celo manj kot 5 odstotkov, merjeno na primer z deležem vseh stroškov.